# خورخي فالدانو
خورخي البرتو فرانسيسكو فالدانو كاستيلانوس (بالإسبانية: Jorge alberto francisco  Valdano castellanos)‏ هو لاعب كرة قدم أرجنتيني سابق من مواليد 4 أكتوبر 1955 في سانتا في لعب في كأس العالم لكرة القدم 1982 وكان من ضمن الفريق الأرجنتيني الفائز بكأس العالم لكرة القدم 1986.
لعب في ريال مدريد ودربه في التسعينات وومديره التنفيذي حاليا. يعتبر من المقربين من رئيس الريال فلورنتينو بيريز رجل الأعمال المعروف.
فالدانو هو من اكتشف راؤول غونزاليس الهداف التاريخي لريال مدريد وأيضاً اكتشف غوتي.
وساهم بشكل كبير في جمع (الجلاكتكوس)
هو من أفضل لاعبي خط الوسط في تاريخ المنتخب الأرجنتيني لعب لريال مدريد الأسباني ودرب النادي من عام 94 حتى عام 96 وحصل معه على بطولة الدوري الإسباني كما قدم للعالم وقتها الأسطورة الحية راؤول جونزاليس ثم ترك مقعد المدير الفني للمخضرم فابيو كابيللو.
وعاد للريال مع حقبة فلورنتينو بيريز الأولى عام 2000 ولكن كمدير رياضي للفريق حيث عمل مع بيريز على تكوين الجلاكتيكوس وجلب أعظم لاعبي العالم في ذلك الوقت بداية من فيجو ثم زيدان ثم رونالدو ثم ديفيد بيكهام ثم مايكل أوين.
ولكنه رحل مع رحيل بيريز عن الفريق عام 2006 وعاد مرة أخرى في الحقبة التالية لبيريز عام 2009 ونجحا في جلب كاكا ب65 مليون يورو من ميلان الإيطالي وكريستيانو رونالدو من مانشستر يونايتد ب94 مليون يورو كما جلب الفرنسي كريم بنزيما من ليون ب 35 مليون يورو وجلب ألبيول من فالنسيا وألونسو وأربيلوا من ليفربول ليكون مجموع ما صرفه 250 مليون يورو خلال سوق انتقالات واحدة ليحطم جميع الأرقام القياسية في أسعار اللاعبين.
وعاد في الميركاتو الصيفي لعام 2010 لعقد الصفقات القوية بجلب الداهية البرتغالي جوزيه مورينهو مدرب الإنتر والفائز بثلاثية نفس العام كما جلب الأرجنتيني أنخيل دي ماريا من بنفيكا والألمانيان الذين تألقوا في كأس العالم لذات السنة مسعود أوزيل وسامي خضيرة وجلب البرتغالي كارفالهو من تشيلسي والأسبانيان بيدرو ليون وكناليس.
ويشكك البعض في قدراته في جلب اللاعبين لأنه لا يجلب مواهب صغيرة بأسعار رخيصة وإنما يجلب اللاعب النجم وينسبون هذه القوة الشرائية لبيريز وأمواله.
و في الآونة الأخير تعرض فالدانو لضغط كبير من رئيس ريال مدريد نتيجة ضغط مورينهو مدرب ريال مدريد الحالي على الثاني مما تسبب بترك فالدانو إدارة النادي الملكي.

## مسيرته الكروية
لعب خورخي فالدانو خلال مسيرته الاحترافية مع 4 أندية في خمسة عشر موسمًا وسجل خلالها 118 هدف ضمن 379 مباراة. ولم يفز بأي موسم بالكأس وفاز في ثلاثة مواسم بالدوري.
خاض خورخي فالدانو مسيرته مع FC Barcelona (beach soccer) ‏ في موسم 1973 واستمر معه طيلة ثلاثة مواسم، مشاركًا في 46 مباراة سجل خلالها 11 هدفًا. ثم انتقل إلى نادي ديبورتيفو ألافيس في موسم 1975–76 ليلعب معه أربعة مواسم، حيث شارك في 105 مباراة سجل خلالها 20 هدف. لينتقل بعدها إلى نادي ريال سرقسطة في موسم 1979–80 ليلعب معه خمسة مواسم، مشاركًا في 143 مباراة سجل خلالها 47 هدفًا. ثم انتقل إلى نادي ريال مدريد في موسم 1984–85 واستمر معه طيلة ثلاثة مواسم، مشاركًا في 85 مباراة سجل خلالها 40 هدف.

## روابط خارجية
- خورخي فالدانو على موقع الاتحاد الدولي (مؤرشف)  (الإنجليزية)
- خورخي فالدانو على موقع قاعدة بيانات كرة القدم.إي يو (الإنجليزية)
- خورخي فالدانو على موقع ليكيب (الفرنسية)
- خورخي فالدانو على موقع ناشيونال فوتبول تيمز (الإنجليزية)
- خورخي فالدانو على موقع Soccerbase.com (لاعب) (الإنجليزية)
- خورخي فالدانو على موقع Soccerway.com (الإنجليزية)
- خورخي فالدانو على موقع كووورة